# Mẫn Trung Vương
Mẫn Trung Vương (? - 48), trị vì từ năm 44-48, là vị quốc vương thứ tư của Cao Cấu Ly - một trong ba quốc gia thời Tam Quốc Triều Tiên.

## Bối cảnh
Theo sách "Tam quốc sử ký", Mẫn Trung Vương là em út của Đại Vũ Thần Vương và là con trai thứ 5 và là con trai út của Lưu Ly Minh Vương. Ông trở thành vua vào năm 44 do các cháu trai ông (tức là các con của Đại Vũ Thần Vương) là hoàng tử Hồ Đồng đã qua đời từ trước và thế tử Giải Ưu (Hae U) vẫn còn quá trẻ (sau này là Mộ Bản Vương).
Nhưng theo sách "Tam quốc di sự", Mẫn Trung Vương là con trai của Đại Vũ Thần Vương và là em của Mộ Bản Vương.

## Trị vì
Mẫn Trung Vương trị nước không lâu (chỉ 5 năm), nhưng thời ông là một thời kỳ giữ được nền hòa bình, tránh được sự xung đột quân sự, giúp cho Cao Câu Ly có được một thời gian rất yên ổn.
Một vài vụ thiên tai diễn ra vào lúc ông trị vì. Vào năm thứ 2 khi Mẫn Trung trị vì (năm 45), Cao Câu Ly xảy ra một nạn lụt lớn khiến những người dân miền phía Đông chịu nạn rất nặng, trôi hết nhà cửa, người phần bị chết lụt, người bị chết đói, mùa màng mất mát. Nhìn thấy tình cảnh dân chúng như vậy, Mẫn Trung Vương hạ lệnh mở kho nhà nước mang gạo tiền ra cứu chẩn cho dân, để dân thoát khỏi cơn khổ đói.
Năm 48, Mẫn Trung Vương băng hà sau 5 năm trị vì, không rõ bao nhiêu tuổi. Ông được chôn ở Minjung-won nên ban thụy là Mẫn Trung, Mẫn Trung là thụy hiệu của ông chứ không phải là tên của ông. Cháu của ông (tức là con của Đại Vũ Thần Vương) là Giải Ưu (Hae U) lên kế vị, sử gọi là Mộ Bản Vương.